# 凱撒湖
48°25′9.37″N 10°55′3.05″E / 48.4192694°N 10.9175139°E
凱撒湖（德語：Kaisersee），是德國的湖泊，位於該國東南部，由巴伐利亞負責管轄，處於施瓦本行政區，長0.3公里、寬0.2公里，面積0.04平方公里，最大水深4米，湖水主要來自地下水和降雨。